# Gamtofte Præstegård
Gamtofte Præstegård er en præstegård, der ligger i Gamtofte Sogn, Båg Herred, Fyns Stift. Den nuværende præstegård er i hvert fald den tredje på stedet, opført efter 2. verdenskrig da en engelsk RAF-flyver den 16. maj 1944 kl. 00.50 styrtede ned i Gamtofte og bl.a. ødelagde præstegården. 
Flyet var en Lancaster med otte britiske soldater om bord, som var fløjet fra Lincolnshire for at lægge miner i Lillebælt. Flyet blev angrebet og alvorligt beskadiget af en tysk Luftwaffe-jager, da det befandt sig over Assens. Det cirklede herefter rundt en tid, inden det styrtede ned. Alle ombordværende blev dræbt ved nedstyrtningen, hvor en af flyets miner også eksploderede. Nedstyrtningen anrettede omfattende skader i Gamtofte. Udover ødelæggelsen af præstegården ødelagde flyet Gamtofte Kirkes tag samt præstegårdshaven, hvor bl.a. havens store gamle blodbøg blev rykket op med rode. Desuden blev en række andre bygninger i området beskadiget eller ødelagt. Mirakuløst blev ingen lokale beboere dræbt.
De otte dræbte soldater blev begravet af tyskerne på kirkegården i Assens samme aften uden nogen form for kirkelig ceremoni. Efter krigen blev der rejst en mindesten i Gamtofte med navnene på de dræbte besætningsmedlemmer og med flyets propel opstillet ved siden af.
Den præstegård, som blev ødelagt under nedstyrtningen, stammede vistnok fra slutningen af 1800-tallet og var blevet opført efter at den tidligere præstegård på stedet var brændt. Denne havde været en firlænget, stråtækt gård, formentlig opført i bindingsværk, som fremstod overkalket.
Overfor indkørslen til præstegården stod tidligere to store bøgetræer, kaldet "Provsten" og "Provstinden", som var plantet af Nicolaj Seidelin Bøgh (1805-1880), som 1857-80 var sognepræst i Gamtofte og provst i Båg Herred. Det ene af træerne blev fældet omkring år 2000, så der nu kun er ét træ tilbage. Bøgh og hans hustru Charlotte Bøgh, f. Dons (1816-1888) ligger begravet på kirkegården.